# Лашово
Лашово — деревня в Никольском районе Вологодской области.
Входит в состав Нигинского сельского поселения, с точки зрения административно-территориального деления — в Нигинский сельсовет.
Расстояние по автодороге до районного центра Никольска — 20 км, до центра муниципального образования Нигино — 2 км. Ближайшие населённые пункты — Нигино, Петрянино, Бураково.
По переписи 2002 года население — 53 человека (23 мужчины, 30 женщин). Всё население — русские.